# Antonio Bruschini
Antonio Bruschini (Firenze, 28 marzo 1956 – 30 maggio 2011) è stato un saggista, critico cinematografico e storico del cinema italiano.

## Biografia
Inizia a scrivere come giornalista cinematografico su La Gazzetta di Firenze nel 1988. Ha scritto saggi e pubblicato articoli su riviste specializzate tra le quali Nocturno, Amarcord e Nosferatu, trasferendo alla saggistica e al giornalismo la propria passione focalizzata sul cinema italiano di genere, e cioè fantastico, erotico, western, horror, thrilling, peplum e Mondo movie.
Nel 1990 Bruschini inizia a collaborare alla rivista Nosferatu, pubblicata dalle Edizioni Acme (che diverrà in seguito Coniglio Editore). In quella circostanza incontra Antonio Tentori. La conoscenza concomitante con Luigi Bernardi porta alla nascita dei primi tre volumi di una lunga serie di libri scritti a quattro mani da Tentori e Bruschini e dedicati alla riscoperta del cinema italiano di genere e dei suoi stilemi. Si tratta di Profonde tenebre. Il cinema thrilling italiano 1962-1982  (1992), Malizie perverse. Il cinema erotico italiano (1993) e Mondi incredibili. Il cinema fantastico-avventuroso italiano (1994). Dopo la chiusura di Granata Press, Bruschini ha continuato a firmare autorevoli opere sul cinema per editori specializzati, alcune pubblicate postume. Nel 1996 pubblica il saggio Horror all'italiana. 1957-1979 con prefazione di Barbara Steele e postfazione di Antonio Margheriti. Nel 1998, ancora con Tentori, pubblica Western all'italiana, The specialists, sul Western all'italiana, con prefazione di Franco Nero, mentre per il secondo dei volumi di Glittering Images dedicati al cinema western Italiano, Western all'italiana - The wild, the sadist and the outsiders, la prefazione è di Giulio Questi.
Bruschini era in particolare appassionato del cinema di Pupi Avati, del quale era corrispondente. Avati ha poi firmato l'introduzione al volume di Bruschini e Tentori Operazione paura - I registi del gotico italiano. È invece di Enzo G. Castellari la prefazione al saggio sul cinema poliziottesco
È stato docente di sceneggiatura cinematografica presso la Scuola Nazionale di Cinema Indipendente di Firenze e collezionista di pellicole, soprattutto italiane. I materiali della sua collezione e i suoi manoscritti sono andati a costituire il fondo Antonio Bruschini della Mediateca Toscana di Firenze.
È stato collaboratore del Fantafestival di Roma; nel catalogo dell'edizione 2015 viene riproposta una sua ampia analisi sull'horror all'italiana.

## Opere
- AA.VV., Diva obsexion. Studio, ricerca e documentazione sull'immaginario della fille en péril, Glittering Images, 1991. ISBN 8882750108
- Antonio Bruschini e Antonio Tentori, Profonde tenebre. Il cinema thrilling italiano 1962-1982, Granata Press, 1992. ISBN 9788872480397
- Antonio Bruschini e Antonio Tentori, Malizie perverse. Il cinema erotico italiano, Granata press, 1993. ISBN 9788872480786
- Antonio Bruschini e Antonio Tentori, Mondi incredibili. Il cinema fantastico-avventuroso italiano, Granata press, 1994. ISBN 9788872481097
- Antonio Bruschini, Horror all'italiana. 1957-1979, Glittering Images, 1996. ISBN 9788882750237
- Antonio Bruschini e Igor Molino, Made in hell. A pictorial voyage through the Italian horror, Il Molino, 1997.
- Antonio Bruschini e Antonio Tentori, Operazione paura. I registi del Gotico italiano, PuntoZero, 1997. ISBN 9788886945066
- Antonio Bruschini e Antonio Tentori, Città violente. Il cinema poliziesco italiano, Tarab, 1998. ISBN 9788886675529
  - Antonio Bruschini e Antonio Tentori, Città violente. Il cinema poliziesco italiano. Vol I, Mondo Ignoto, 2004. ISBN 8889084448
  - Antonio Bruschini e Antonio Tentori, Città violente. Il cinema poliziesco italiano. Vol II, Mondo Ignoto, 2005. ISBN 888908443X
- Antonio Bruschini, Antonio Tentori e Stefano Piselli, Western all'italiana, The specialists. Vol I  Glittering Images, 1998. ISBN 8882750345
- Antonio Bruschini e Antonio Tentori, Nudi e crudeli. I mondo movies italiani, PuntoZero, 2000. ISBN 9788886945295
  - Antonio Bruschini e Antonio Tentori, Nudi e crudeli. I mondo movies italiani, Bloodbuster, 2013. ISBN 9788890208768
- Antonio Bruschini e Antonio Tentori, Profonde tenebre. Dalle origini al 1982, Profondo rosso, 2001. ISBN 9788889084168
- Antonio Bruschini e Antonio Tentori, Sotto gli occhi dell'assassino. Il cinema giallo e thrilling italiano dal 1983 al 2001, Profondo rosso, 2001. ISBN 9788889084175
- Antonio Bruschini, Federico De Zigno e Stefano Piselli, Western all'italiana - The wild, the sadist and the outsiders. Vol. II, III, Glittering Images, 2001, ISBN 8882750442.
- Antonio Bruschini e Antonio Tentori, Lucio Fulci. Il poeta della crudeltà, 2004, Mondo Ignoto. ISBN 9788889084250
  - Antonio Bruschini e Antonio Tentori, Lucio Fulci. Poet of cruelty, Profondo Rosso, 2012.
- Antonio Bruschini e Federico De Zigno, Western all'italiana. 100 more must-see movies with a complete Eurowestern film guide. Vol III, Glittering images, 2006, ISBN 8882750515.
- Antonio Bruschini e Stefano Piselli, 1970s Italian sexy horror. Weirdly erotic terror movies from cineromanzi starring Rosalba Neri and other luscious beauties of cinema bis, Glittering images, 2007. ISBN 9788882750664
- Antonio Bruschini, Stefano Piselli e Riccardo Morrocchi, Cinefumetto. Nerosexy, fantastique, western, saderotik. Estetica pop italiana. 1960-1973. Glittering Image, 2008, ISBN 9788882750671
- Antonio Bruschini e Stefano Piselli, Giallo & thrilling all'italiana (1931-1983), Glittering images, 2010. ISBN 9788882750497
- Antonio Bruschini e Antonio Tentori, Guida al cinema giallo-thrilling made in Italy, Profondo rosso, 2010. ISBN 9788895294339
- Antonio Bruschini e Antonio Tentori, Italia a mano armata. Guida al cinema poliziesco italiano. Profondo rosso, 2011. ISBN 9788895294483